# Сметанюк, Сергей Иванович
Серге́й Ива́нович Сметаню́к (род. 8 июня 1962, Дашев, Винницкая область) — заместитель генерального директора АО «Транснефть-Сибирь». Член научно-редакционного совета «Большой Тюменской энциклопедии» (2004 год).

## Биография
Родился 8 июня 1962 года в селе Дашев Ильинецкого района Винницкой области. С отличием окончил Немировский строительный техникум. Работал мастером строительного участка. В 1981 году был призван в Советскую Армию.
Проходил службу в Благовещенске. В политуправлении дивизии получил направление на учёбу в Высшую комсомольскую школу при ЦК ВЛКСМ.
Был направлен в Тюменскую область в качестве командира студенческого строительного отряда. Работал на обустройстве газового месторождения Медвежье и строительстве жилых домов для газовиков в поселке Пангоды. После окончания ВУЗа был направлен в распоряжение Тюменского обкома ВЛКСМ.
В 1988 году избран первым секретарём комсомольской организации Ленинского района Тюмени.
С 1990 года — заместитель главы администрации Ленинского района Тюмени.
В 1996 году победил на выборах в Тюменскую городскую Думу и был избран её председателем.
В 1998 году окончил аспирантуру Российской академии государственной службы при Президенте Российской Федерации, защитил диссертацию и получил учёную степень кандидата социологии. В 1999 получил диплом юриста в Тюменском государственном университете.
В августе 2000 года назначен главным федеральным инспектором в Тюменской области аппарата полномочного представителя Президента Российской Федерации в Уральском федеральном округе.
С марта 2005 года — вице-губернатор Тюменской области. В ноябре 2005 года, после перехода губернатора Сергея Собянина на должность руководителя Администрации Президента РФ, Сметанюк в течение 10 дней был исполняющим обязанности губернатора.
В декабре 2005 года избран главой Тюмени. В 2007 году ненадолго вернулся в областную администрацию, став первым заместителем Губернатора. В декабре 2007 года был избран депутатом Государственной Думы 5 созыва.
В январе 2010 года назначен заместителем полномочного представителя Президента Российской Федерации в Уральском федеральном округе, в связи с чем прекратил полномочия депутата Государственной думы. В ноябре 2012 года назначен заместителем генерального директора ОАО «Сибнефтепровод».
Увлекается парашютным спортом.
Женат, воспитывает троих детей и четверых внуков.